# Автоматичні стабілізатори
Автомат́ичні стабілізáтори — економічні інструменти, що зменшують амплітуду коливань самостійно, без здійснення спеціальних заходів економічної політики. Автоматичні стабілізатори — деякі інструменти постійно встановлені в економічній системі, складові частини економічної політики, які автоматично стимулюють або інгібують підвищену активність без державного втручання. Є функцією стабілізації державних доходів і витрат.
Важливі автоматичні стабілізатори:
- Податок на прибуток
- Допомога по безробіттю